# Olomouc (část města)
Olomouc je čtvrť a část města Olomouce, tvořící centrum tohoto statutárního města. Nachází se v katastrálním území Olomouc-město, na rozloze 270,9 ha žije zhruba 12 tisíc obyvatel.
Město Olomouc bylo až do roku 1919, kdy vznikla Velká Olomouc, tvořeno jen větší částí území této centrální městské čtvrti, její dějiny jsou proto až do té doby prakticky totožné s dějinami Olomouce, svého času hlavního města Moravy. Historické jádro města je vyhlášeno městskou památkovou rezervací, v níž se také nachází většina hlavních olomouckých památek, včetně čtyř národních kulturních památek (areál Přemyslovského hradu, kostel sv. Mořice, vila Primavesi a soubor barokních kašen a sloupů – Mariánského a Nejsvětější Trojice), z nichž sloup Nejsvětější Trojice byl dokonce zařazen mezi světové dědictví UNESCO.

## Popis čtvrti

### Historické jádro

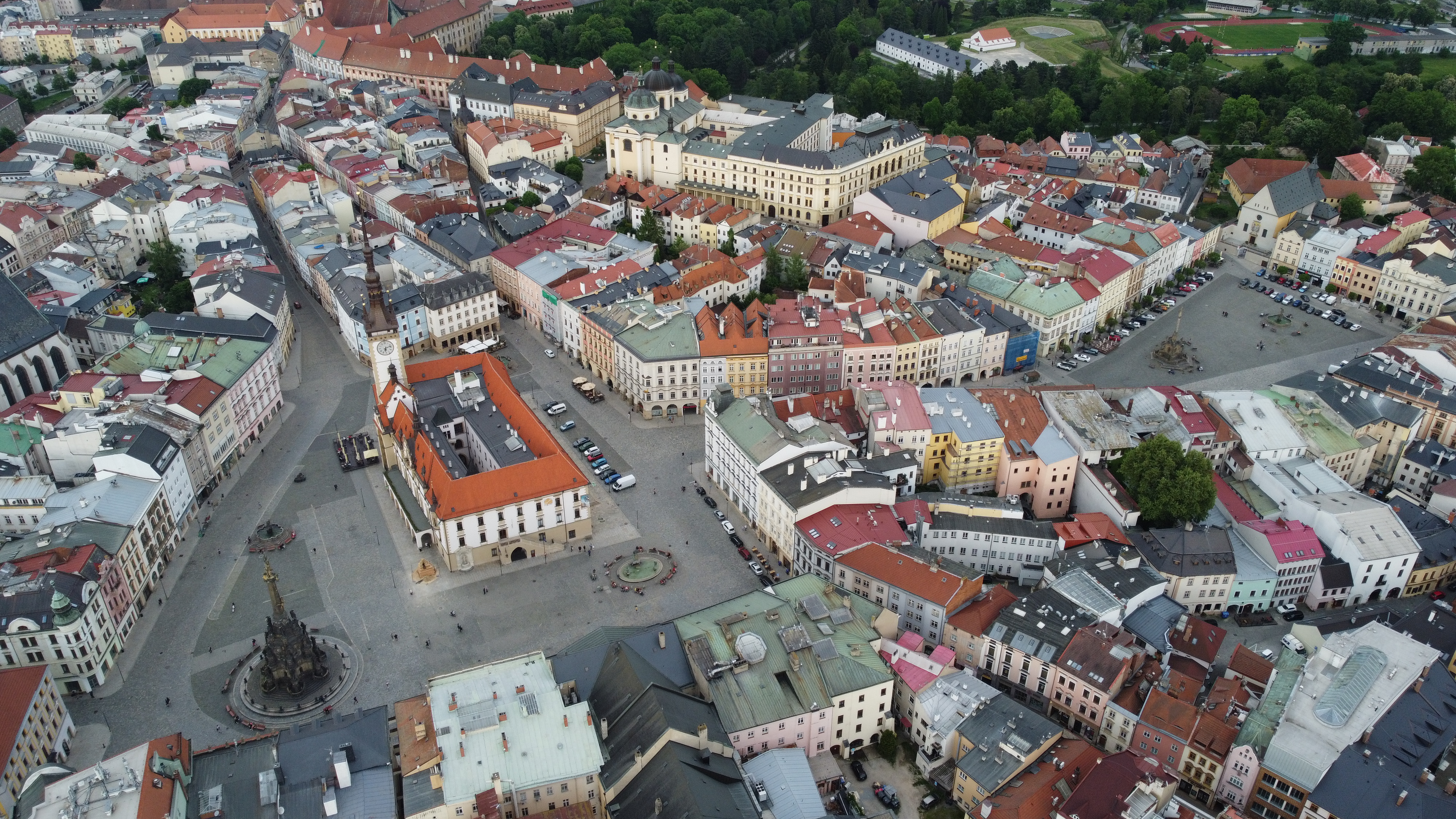
Centrum města s Horním a Dolním náměstím

Centrem olomouckého historického jádra je Horní náměstí, kde se ještě před založením města křižovaly obchodní stezky. Na severní straně náměstí dříve probíhalo hlavní městské korzo (tzv. Linie A–B neboli linka), další korzo (Linie C–D neboli divadelní linka) probíhalo na západní straně náměstí. Až do roku 1954 zde také jezdily olomoucké tramvaje. Přímo ve středu náměstí je olomoucká radnice se 75 m vysokou věží a známým orlojem. Kromě ní se zde nachází 31 m vysoké sousoší Nejsvětější Trojice a tři kašny: Herkulova, Caesarova a Arionova. Z významných budov na náměstí nutno uvést Salmův, Dietrichštejnský, Petrášův a Edelmannův palác, dále Moravské divadlo, secesní budovu pošty, obchodní dům Baťa nebo Krajinskou lékárnu. S náměstím je přímo spojeno jižněji položené Dolní náměstí, které dlouhá léta sloužilo jako místo obchodu. Nachází se na něm mariánský morový sloup, další dvě olomoucké kašny: Neptunova a Jupiterova, kapucínský klášter s kostelem Zvěstování Páně nebo masné krámy. Významným je také Hauenschildův palác. Směrem na jih od Dolního náměstí je bývalý klášter voršilek, původně dominikánek, s kostelem sv. Kateřiny, podle něhož byla pojmenována dřívější Kateřinská brána, která nahradila původní Blažejskou bránu u Blažejského náměstíčka. Ještě jižněji je pak tržnice z konce 19. století.

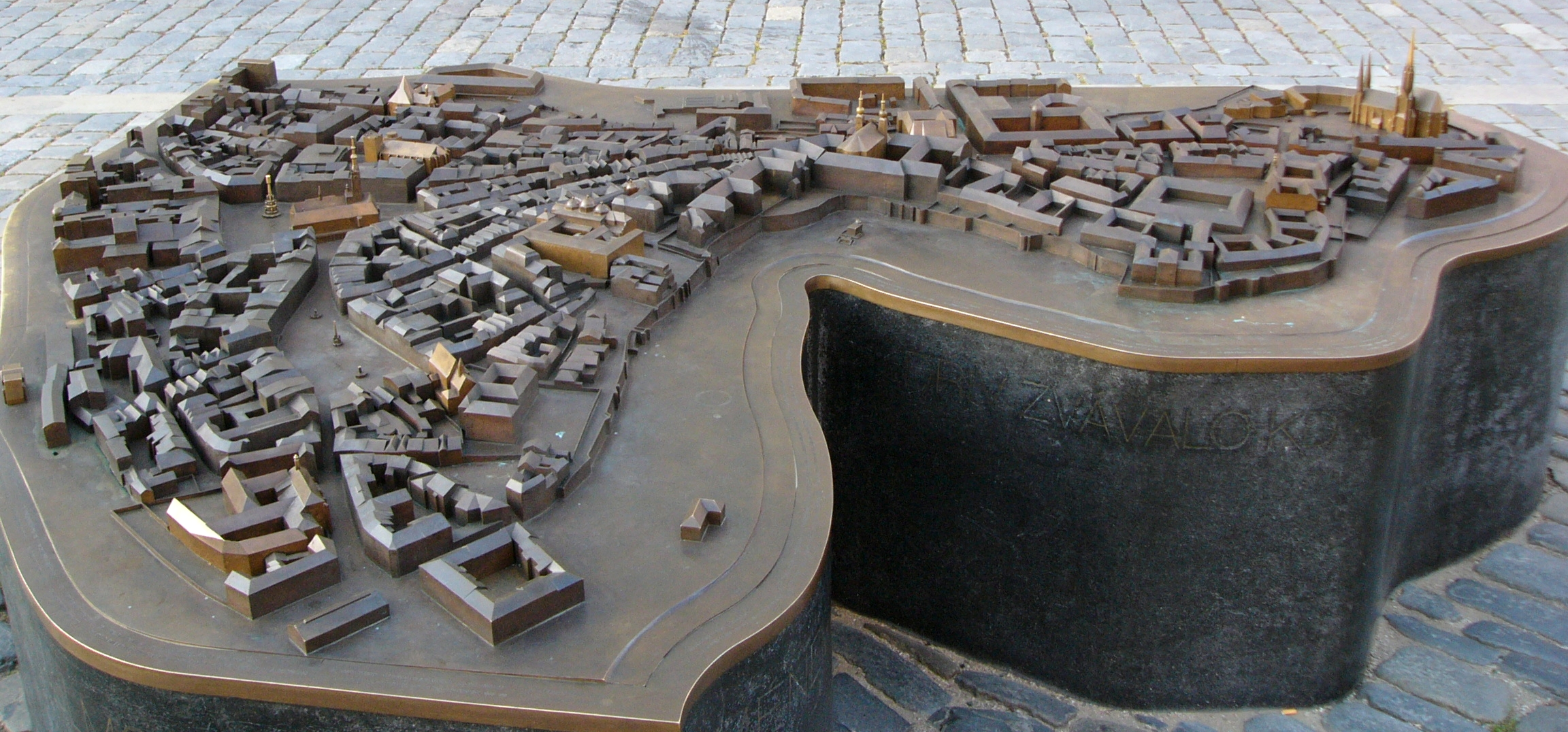
Model historického jádra Olomouce

Východně od obou hlavních náměstí se zdvíhá Michalské návrší (233 m n. m.), kde v počátcích města sídlil královský fojt a jehož centrem je Žerotínovo náměstí. Nachází se zde kostel sv. Michala, v přilehlém klášteře se dříve odehrávala zasedání zemského sněmu a soudu, dnes je zde kněžský seminář. V této části města je také např. kaple sv. Sarkandra, teologická fakulta nebo secesní vila Primavesi. Na sever od Horního náměstí se před vznikem města nacházela osada, od počátku českého charakteru, v jejímž centru byl později postaven kostel sv. Mořice. V jeho sousedství je obchodní Galerie Moritz, která nahradila dřívější obchodní dům Prior, a Merkurova kašna. Ještě více na sever se rozkládala další osada, původní Bělidla, o kterou bylo město v polovině 16. století naposledy před vznikem Velké Olomouce rozšířeno. Významnou památkou je zde kostel Neposkvrněného početí Panny Marie, dále se zde nachází např. kino Metropol nebo vozovna dopravního podniku.
Náměstím Republiky s kašnou Tritonů začíná Předhradí, které bylo až do roku 1786 odděleno od vlastního královského města Novou bránou. Patří sem už i např. kostel Panny Marie Sněžné, na nějž navazuje bývalá jezuitská kolej, kde sídlila původní olomoucká univerzita, Divadlo hudby nebo Vlastivědné muzeum, v jehož čele je bývalý kostel sv. Kláry. Celé toto území na Petrském návrší (228 m n. m.) bylo dříve doménou klášterů a dalších církevních objektů, které později zčásti vystřídaly vojenské stavby, jako např. mohutná Hanácká kasárna či Tereziánská zbrojnice na Biskupském náměstí před arcibiskupským palácem. Zachovala se zde ale řada kanovnických rezidencí a v části z nich jsou umístěny univerzitní instituce, přičemž na místě filozofické fakulty stál původně kostel sv. Petra. Ten byl prvním centrem obnoveného biskupství, které bylo roku 1141 přeneseno ke katedrále sv. Václava, jež se spolu s areálem olomouckého hradu a Arcidiecézním muzeem nachází už na Václavském náměstí na Dómském návrší (226 m n. m.). Předhradí končilo Hradskou bránou, po jejímž zboření se na území až k rameni Moravy postavil soubor nájemních domů, představující první etapu moderního rozšiřování města po likvidaci olomoucké pevnosti.

### Širší centrum
Kromě ZSJ Olomouc-historické jádro tvoří městskou čtvrť Olomouc ještě dalších šest základních sídelních jednotek. Na území východních ZSJ Husova a Kpt. Nálepky se soustředila moderní činžovní výstavba směřující k hlavnímu nádraží. Nachází se zde také např. pedagogická fakulta v budově postavené původně pro velitelství 4. armádního sboru, vrchní soud v dřívějších zeměbraneckých kasárnách, evangelický kostel a naproti za řekou pravoslavný chrám sv. Gorazda. Reprezentativnější stavby se ale soustředily na západě od historického centra (ZSJ Sady Flora), kde od 90. let 19. století začala po vídeňském vzoru vznikat okružní komunikace s nynějším názvem třída Svobody. Až do zasypání v roce 1954 tudy také protékalo jedno z ramen Moravy, u nějž byl vybudován val s kasematy, z původního opevnění se ale kromě jeho krátké části zachovala jen Terezská brána. Na západní straně této třídy postupně vyrostla celá nová část městského centra s hodnotnou architekturou ve stylu historimu. Výraznými budovami jsou především justiční palác s věznicí a novogotický Červený kostel, o něco severněji se nachází např. Husův sbor (již na katastru Nové Ulice) nebo Pöttingeum. Dříve zde stála také synagoga, která byla ale v roce 1939 vypálena. Okraj této části lemuje řada vil, kupř. Hamburgerova, Šrotova, Zweigova, Briessova, Passingerova apod.
Tato vilová výstavba pak tvoří hranici pro dva z vnitřních olomouckých parků, Čechovy a Smetanovy sady. Třetí, Bezručovy sady, v nichž je např. umístěno mauzoleum jugoslávských vojínů, obklopuje historické jádro z jihu a východu. Přes řeku od tohoto parku se nachází rozsáhlé území (ZSJ 17. listopadu), které bylo dlouho prakticky nezastavěno, protože i po zrušení pevnosti stále sloužilo vojenským účelům. V ohybu ramene Moravy byla nejdříve vybudována Korunní pevnůstka a dále od ní další fortifikace, které byly kvůli svému tvaru nazvány Enveloppe (obálka), což přetrvalo dodnes jako místní název Envelopa. Kromě sporadické výstavby, např. posádkového (garnizonního) soudu, se zde začalo více stavět až v 50. letech 20. století, kdy byly postaveny zejména vysokoškolské koleje či budova okresního výboru KSČ, dnes sloužící právnické fakultě. Naposledy zde přibyla budova přírodovědecké fakulty. Zcela na jižním okraji této centrální městské čtvrti se ještě nachází ZSJ Varšavské náměstí s nádražím Olomouc-Nová Ulice a ZSJ Šantova s nádražím Olomouc-Smetanovy sady, na které bylo na místě bývalé továrny MILO (Mährische Industrie für Lebensmittel Olmütz) vybudováno obchodní centrum Šantovka.

## Zaniklá předměstí a vývoj
Kromě vlastního města, jehož vývoj odpovídá historii Olomouce, se před městskými hradbami dříve nacházela také řada předměstí, která však v polovině 18. století musela ustoupit výstavbě olomoucké pevnosti. Ta pak zamezovala dalšímu rozrůstání. Žili v nich převážně rybáři a drobní rolníci, přičemž ti z nich, kteří žili v osadách patřících městu a považovaných proto za jeho součást, neměli robotní povinnosti, za to museli odvádět městské daně.
Na západní straně městských hradeb vybíhaly ze tří městských bran Zelená ulice (od Dolní brány, dnes Lafayettova), Střední ulice (od Střední brány, dnes Pavelčákova), od níž odbočovalo osídlení Gošikl (Goschickel, dnes ulice Štítného), a Litovelská ulice (od Litovelské brány, dnes Riegrova). Další osadou byla ještě Vozovka (Wagendrössel, dnes ulice Na Vozovce). Všechny vznikly po roce 1314, kdy král Jan Lucemburský věnoval městu zdejší půdu, a protože byla poté osídlena německými měšťany, měla převážně německý charakter. Souhrnně se nazývala Střední předměstí a po svém zboření při výstavbě pevnosti se jeho obyvatelé přesunuli ještě více západněji, kde znovuzaložili Zelenou ulici a Novou Střední ulici, což dalo základ čtvrti s názvem Nová Ulice (Neugasse).
Východě od Hradské brány se rozkládala osada Ostrovy (zhruba mezi ulicemi Komenského, Husova a Masarykova; její součástí byly, či snad i jako samostatné se uvádí také lokality Předmostí, Rybáře nebo Skalka), která vznikla už na počátku 13. století. Po celou svou existenci patřila klášteru Hradisko a byl zde kupř. špitál sv. Markéty nebo formanská hospoda. Několikrát zanikla, např. 1642 byla vypálena Švédy, ovšem po posledním zničení v roce 1742 pruskými vojsky už nebyla kvůli pevnosti obnovena. Její obyvatelé odešli na území, kde poté vznikly Pavlovičky. V dnešních Bezručových sadech se u Michalského výpadu nacházela osada Závodí, která patřila metropolitní kapitule a v roce 1585 získala privilegium pečeti i obecního znaku s vyobrazením ryby. Zbořena byla v letech 1755–1756. Nedaleko od ní se rozkládala osada Klopoř, která byla zlikvidována ještě před stavbou pevnosti roku 1742 a zůstal po ní jen Jakubský mlýn (doložen již roku 1213). Později byla v těchto místech postavena Korunní pevnůstka a další předsunuté vojenské objekty na území Envelopy.
Před Blažejskou bránou u soutoku Moravy s jedním z jejích ramen existovala ves s názvem Dědinka (původně Dörfel), která je poprvé zmiňována roku 1402. Patřila městu, které ji roku 1435 prodalo měšťanu Lukáši Salzerovi, po němž získala jméno Salzergut (Salzerův statek). A i když již v roce 1498 Olomouc využila předkupního práva a vesnici získala zpět, tento název jí už zůstal. Po jejím zboření zde byly umístěny tři předsunuté pevnůstky zvané Salzerova reduta a obyvatelé Dědinky našli vhodné místo pro obnovení své vesnice až v katastru Holic, kde vznikl Nový Svět. Další rozvoj centra Olomouce mimo její vlastní historické jádro proto nastal až ke konci 19. století po zrušení pevnosti.
| Rok      | 1869   | 1880   | 1890   | 1900   | 1910   | 1921   | 1930   | 1950   | 1961   | 1970   | 1980   | 1991   | 2001   | 2011   |
| -------- | ------ | ------ | ------ | ------ | ------ | ------ | ------ | ------ | ------ | ------ | ------ | ------ | ------ | ------ |
| Obyvatel | 15 229 | 20 176 | 19 761 | 21 707 | 22 245 | 24 069 | 24 583 | 21 528 | 21 513 | 22 405 | 24 902 | 21 861 | 19 391 | 11 625 |
| Domů     | 100    | 105    | 155    | 236    | 295    | 301    | 502    | 758    | ?      | 993    | 970    | 1008   | 1018   | 936    |

1. ↑  Z toho 15 832 osob národnosti československé, 6718 německé a 2033 ostatních.[20]